# Stanisław Piołun-Noyszewski
Stanisław Piołun-Noyszewski (ur. 30 lipca 1891 w Kielcach, zm. 21 grudnia 1941 w Auschwitz-Birkenau) – polski powieściopisarz, nowelista, krytyk literacki i teatralny.

## Życiorys
Uczył się w Męskim Gimnazjum Rządowym w Kielcach, z którego został wydalony za udział w zorganizowanym w lutym 1905 strajku szkolnym. Absolwent ekonomii na wiedeńskiej uczelni. Od 1914 mieszkał w Warszawie. Przed II wojną światową publikował recenzje teatralne w warszawskiej prasie codziennej („Gazeta Poranna 2 Grosze”). Pracował też w Prezydium Rady Ministrów (1920). Gromadził materiały biograficzne dot. Stefana Żeromskiego, z którym był spokrewniony i któremu poświęcił dwie książki (Stefan Żeromski: dom, dzieciństwo i młodość oraz Zarys myśli polityczno-społecznej Stefana Żeromskiego). W latach 1935–1939 był stałym publicystą „Warszawskiego Dziennika Narodowego”.
W czasie okupacji hitlerowskiej kierował sekcją pomocy dla literatów w Radzie Głównej Opiekuńczej.
Aresztowany przez Gestapo 17 maja 1941 i osadzony na Pawiaku, wywieziony 23 lipca do niemieckiego obozu koncentracyjnego KL Auschwitz (numer obozowy 18537), gdzie zmarł 21 grudnia 1941.
Był synem Józefa, właściciela ziemskiego i Kazimiery z Saskich, ciotecznej siostry Stefana Żeromskiego.

## Twórczość
- 1916 – Akordy (powieść postromantyczna)[2]
- 1916 – Powstańcy (powieść dotycząca powstania styczniowego)
- 1917 – Henryk Sienkiewicz, wielki powieściopisarz i obywatel[3]
- 1918 – Dziennik człowieka niepotrzebnego (powieść psychologiczna)[4]
- 1923 – Upadek Janki Brzeskiej (powieść psychologiczno-obyczajowa)[5]
- 1925 – Baronowa Inborn[6]
- 1928 – Stefan Żeromski. Dom, dzieciństwo i młodość (biografia)
- 1934 – Trzy panny z Kurzelowa[7]
- 1935 – Brewerie (opowiadania)[8]
- 1937 – Zarys myśli polityczno-społecznej Stefana Żeromskiego
- 1939 – Pamięci Romana Dmowskiego 9.VIII.1864 – 2.I.1939 (współautor)